# Татра T5C5
Татра T5C5 е модел четириосни трамваи, произвеждани в периода от 1978 до 1984 г. от „ЧКД“ в Прага, Чехословакия.

## Конструкция
Трамвай Татра T5C5 е четириосен с една кабина и една секция. Има шест врати (три от едната страна, три от другата). Мотрисата разполага с четири тягови двигателя. Водещи са първата и втората талига. Ширината на талигите е 1435 mm. Каросерията на вагона е стоманена. Състои се от валцоване и пресовани профили с облицовка от гладка стоманена. Кабината на ватмана е с остъкление с плъзгаща се врата.

## Прототипи
През 1978 година ČKD-Прага построява два прототипи, превозвани под наем номера 8011 и 8012.

## Реконструкции и модернизации
През 2002 година започва масова модернизация на вагоните от тип T5C5. Основната цел на реконструкцията е подобряване и осъвременяване на вагоните в техническо отношение.
- Татра T5C5K – оборудване с IGBT транзистор

## Технически параметри
- Дължина (без съединител): 14,7 m
- Широчина: 2,5 m
- Височина: 3,140 m
- Междурелсие: 1435 mm
- Тегло на празна мотриса: 18,3 t
- Максимален брой пътници: 100
  - седящи: 28
  - правостоящи: 72
- Максимална мощност: 4 х 45 kW
- Напрежение: 600 V DC
- Максимална скорост: 65 km/h[2]

## Разпространение

### Унгария
| Град     | Тип  | Година на доставяне | Брой мотриси | Инвентарни номера    | Междурелсие | Забележки |
| -------- | ---- | ------------------- | ------------ | -------------------- | ----------- | --------- |
| Будапеща | T5C5 | 1978 – 1984         | 322          | 4000–4171, 4200–4349 | 1435 мм     |           |

Забележка: Това е резюме на нови мотриси, доставени директно от производителя.